# El Cimarrón
Das Rezital El Cimarrón, Untertitel: Autobiographie des geflohenen Sklaven Esteban Montejo, ist eine Komposition des deutschen Komponisten Hans Werner Henze, die 1970 in Berlin im Rahmen der Berliner Festspiele uraufgeführt wurde.

## Entstehungsgeschichte
Das Rezital entstand in den Jahren 1969–1970, als Henze in Kuba lebte. Es basiert auf den mündlichen Aussagen des früheren Sklaven Montejo, die dieser 1963 gegenüber dem kubanischen Schriftsteller Miguel Barnet machte. Montejo war der Sklaverei entflohen und wurde so Cimarrón. Im Kubanischen Unabhängigkeitskrieg nahm Montejo an der Schlacht von Mal Tiempo (Batalla de Mal Tiempo) teil. Das Libretto schrieb Hans Magnus Enzensberger. Henze komponierte das Werk für den in Deutschland lebenden US-Amerikaner William Pearson. Nach dessen Tod 1995 schrieb Henze in einem Brief an Pearsons Lebensgefährten Franz-Josef Heumannskämper: „‚El Cimarron‘ ist komponiert worden mit lebhaften Vorstellungen von Billy, seiner Stimme, seinen Ausdrucksmöglichkeiten, seiner immer charismatischer werdenden Ausstrahlung. Unsere Freundschaft war lustig und ist unzerstörbar.“

## Besetzung
Henze nannte sein Werk Rezital für vier Musiker. Der Cimarrón wird durch einen Bariton dargestellt, die weiteren Rollen sind ein Gitarrist, ein Flötist und ein Schlagzeuger. Während des Rezitals spielen alle Musiker teilweise ebenfalls Perkussionsinstrumente. Der Flötist spielt unter anderem auch die japanische Ryūteki, die Maultrommel und vier verschiedene konventionelle Flöten.

## Tableaux
Henze unterteilte sein Werk in 15 Tableaux, die Liedern ähnlich sind, jedoch dem Sänger einige zusätzliche Ausdrucksweisen abverlangen wie Lachen, Pfeifen, Gebrüll, Schreie und Falsetto.
Die Tableaux haben folgende Bezeichnungen:
1. Die Welt
2. Der Cimarrón
3. Die Sklaverei
4. Die Flucht
5. Der Wald
6. Die Geister
7. Die falsche Freiheit
8. Die Frauen
9. Die Maschinen
10. Der Pfarrer
11. Der Aufstand
12. Die Schlacht von Mal Tiempo
13. Der schlechte Sieg
14. Die Freundlichkeit
15. Das Messer

## Uraufführung
Die Musiker der Uraufführung in Berlin waren der Bariton William Pearson, der Flötist Karlheinz Zöller, der kubanische Gitarrist und Komponist Leo Brouwer und der japanische Schlagzeuger Stomu Yamashta. Dirigent war der Komponist selbst.
Im Juni 1970 wurde das Rezital in gleicher Besetzung in England beim Aldeburgh Festival aufgeführt.